# Außenstelle des Museums Bochum auf Haus Kemnade
Als Außenstelle des Museums Bochum auf Haus Kemnade befindet sich im Herrenhaus der Wasserburg Haus Kemnade, Hattingen. 
Die beiden Dauerausstellungen sind Musikinstrumentensammlung Grumbt mit 1.800 Instrumenten und die Ostasiatika-Sammlung Erich.

## Musikinstrumentensammlung Grumbt
Die Eheleute Hans Grumbt (1898–1989) und Hede Grumbt (1896–1995) waren beide Musiker. Sie vermachten ihre Sammlung bereits zu Lebzeiten. Ergänzt wurde die Sammlung durch die Sammlung von Klarinetten von Johan van Kalker. 

## Ostasiatische Sammlung Erich
Die Sammlung geht auf Kurt S. Erich (* 1910) zurück. Er war Stadtamtmann, ging 1952 wegen seiner Schwerkriegsbeschädigung in den Vorruhestand und bereiste insbesondere Asien.